# Ricardo Fitzalan, 1.º Conde de Arundel
Ricardo Fitzalan, 1.º Conde de Arundel  (em inglês: Richard Fitzalan; Castelo de Arundel, West Sussex, 3 de fevereiro de 1267 — 9 de março de 1302) foi um nobre medieval anglo-normando.

## Linhagem
Ricardo era filho de João Fitzalan III e de Isabel Mortimer, filha de Rogério Mortimer, 1.º Barão Mortimer de Wigmore e de Matilde de Braose. Seus avós paternos eram João Fitzalan e Matilde le Botiller.
Ricardo era o senhor feudal de Clun e Oswestry nas marcas galesas. Depois de atingir a maioridade em 1289, se tornou Conde de Arundel.
Foi condecorado pelo rei Eduardo I da Inglaterra em 1289.

## Lutas no País de Gales, Gasconha e Escócia
Ricardo lutou nas guerras galesas, de 1288 a 1294, quando o castelo galês de Castell y Bere (perto da atual Towyn) foi sitiado por Madog ap Llywelyn. Ele comandou a força enviada para aliviar o cerco e também participou de muitas outras campanhas no País de Gales; também na Gasconha 1295−1297; e ainda nas guerras escocesas, 1298−1300.

## Casamento e filhos
Ele se casou algum tempo antes de 1285, Alice de Saluzzo (também conhecida como Alesia di Saluzzo), filha de Tomás I de Saluzzo na Itália. Seus filhos foram:
1. Edmundo Fitzalan, 2.º Conde de Arundel.
2. João, um sacerdote.
3. Alice Fitzalan, casou com Estêvão de Segrave, 3.º Lorde Segrave.
4. Margarida Fitzalan, casou com Guilherme le Botiller (ou Butler).
5. Leonor Fitzalan, casou com Henrique Percy, 1.º Barão Percy.

## Sepultamento
Ricardo e sua mãe foram enterrados juntos no santuário da Abadia de Haughmond, há muito associada à família Fitzalan.